# Distretto di Stara Vyživka
Il distretto di Stara Vyživka (in ucraino Старовижівський район?, Starovyživks'kyj rajon) era un distretto dell'Ucraina, situato nell'oblast' di Volinia. Il suo capoluogo era Stara Vyživka. È stato soppresso in seguito alla riforma amministrativa del 2020.